# 山内正義
山内 正義（やまのうち まさよし、1831年7月25日〈天保2年6月17日〉 - 1900年〈明治33年〉7月22日）は、幕末の武士（尾張藩士）、明治時代の政治家・実業家である。政治家としては愛知県会議員・同副議長や名古屋市会議員、実業界では第百三十四国立銀行副頭取などを務めた。

## 経歴
天保2年6月17日（新暦：1831年7月25日）に生まれる。初めは尾張藩士で家老志水忠平の家臣であった。
政界では1885年（明治18年）11月、愛知県会の補欠選挙で県会議員に初当選した。翌年1月の改選で再選ののち1888年（明治21年）1月に辞任。同年5月の補選で復帰するが1890年（明治23年）2月に再び辞任した。次いで1892年（明治25年）10月、名古屋市会議員の半数改選に際して当選し市会議員となる。また愛知県会では1895年（明治28年）2月の補選で県会議員に復帰し、翌年10月再選ののち1898年（明治31年）10月の任期満了まで在任した。県会議員在任期間は合計7年10か月である。県会では1896年（明治29年）8月古参議員として副議長に選ばれている（議長は端山忠左衛門）。一方、市会では1898年10月の半数改選で再選された。
実業界では1889年時点で第百三十四国立銀行の役員を務めていたことが確認できる。第百三十四国立銀行は志水忠平らの発起で1878年（明治11年）に設立された、士族の金禄公債を基礎とした国立銀行である。1895年3月になり、第百三十四国立銀行と第十一国立銀行の営業を引き継ぐ形で愛知銀行（東海銀行の前身）が立ち上げられる。当時第百三十四国立銀行副頭取を務めていた山内は新銀行発起人に名を連ねてその設立に尽力したが、人事関係の都合から発足後の愛知銀行役員には就任しなかった。
1891年（明治24年）1月から1898年3月にかけて名古屋電灯の取締役も務めた。同社は旧尾張藩士族に対する士族授産活動の中から生じた電力会社である。また県会議員の小塚逸夫・岡本清三・堀尾茂助が計画する市内鉄道敷設計画にも参画、1894年（明治27年）6月愛知馬車鉄道の発足と同時に黒田茂助とともに監査役となり、名古屋電気鉄道への社名変更を挟んで1897年（明治30年）1月まで在任した。
1900年（明治33年）7月22日、半田・丸三麦酒の株主総会に出席していたところ突然卒倒しそのまま急死した。68歳没。名古屋市会議員在任中の死であった。